# Octopoteuthis indica
Octopoteuthis indica är en bläckfiskart som beskrevs av Adolf Naef 1923. Octopoteuthis indica ingår i släktet Octopoteuthis och familjen Octopoteuthidae. Inga underarter finns listade i Catalogue of Life.